# Magny-lès-Aubigny
Magny-lès-Aubigny é uma comuna francesa na região administrativa da Borgonha-Franco-Condado, no departamento de Côte-d'Or. Estende-se por uma área de 7 km². Em 2010 a comuna tinha 214 habitantes (densidade: 30,6 hab./km²).